# Riedenburg
Riedenburg è un comune tedesco di 5 689 abitanti, situato nel Land della Baviera, nel circondario di Kelheim. Si trova 16 km a nord-ovest di Kelheim e 29 km a nord-est di Ingolstadt. Il castello di Prunn è ubicato all'interno del comune.
La città si trova lungo il canale Reno-Meno-Danubio, è attraversata dal fiume Altmühl.

## Geografia antropica

### Suddivisioni amministrative
Il comune è suddiviso in 44 frazioni, incluso il capoluogo:
- Aicholding
- Altmühlmünster
- Baiersdorf (Riedenburg)
- Buch (Riedenburg)
- Deising (Riedenburg)
- Dieterzhofen
- Echendorf
- Echenried
- Eggmühl (Riedenburg)
- Einthal (Riedenburg)
- Emmerthal (Riedenburg)
- Flügelsberg
- Frauenberghausen
- Georgenbuch
- Gleislhof
- Grub (Riedenburg)
- Gundlfing
- Haidhof (Riedenburg)
- Harlanden (Riedenburg)
- Hattenhausen (Riedenburg)
- Hattenhofen (Riedenburg)
- Jachenhausen

- Keilsdorf
- Kohlmühle (Riedenburg)
- Laubhof (Riedenburg)
- Lintlhof
- Meihern
- Neuenkehrsdorf
- Nußhausen
- Obereggersberg
- Oberhofen (Riedenburg)
- Otterzhofen
- Perletzhofen
- Pillhausen
- Prunn (Riedenburg)
- Ried (Riedenburg)
- Riedenburg
- Sankt Gregor (Riedenburg)
- Sankt Ursula
- Schaitdorf
- Schambach (Riedenburg)
- Schloßprunn
- Thann (Riedenburg)
- Untereggersberg (Riedenburg)

## Amministrazione

### Gemellaggi
Lanciano, dal 2015